# Callopistria flavorosea
Callopistria flavorosea är en fjärilsart som beskrevs av Franz Dannehl 1933. Callopistria flavorosea ingår i släktet Callopistria och familjen nattflyn. Inga underarter finns listade i Catalogue of Life.